# Paul Viel
Pour les articles homonymes, voir Viel.
Paul Viel est une personnalité du monde des courses hippiques, driver, entraîneur, éleveur et propriétaire de trotteurs, né le 18 décembre 1949.

## Biographie
Issu d'une des plus anciennes familles d'éleveurs de trotteurs français, Paul Viel nait le 18 décembre 1949. Il porte le prénom de son grand-père qui remporta le Prix d'Amérique en 1923 au sulky de Passeport. Il est le fils d'Albert Viel qui a été classé meilleur propriétaire en 1978 puis de 1981 à 1993, meilleur éleveur 1978, 1979, de 1981 à 1986, 1992 et 1996 et a été président de la Société d'encouragement à l'élevage du cheval français où le grand-père Paul Viel avait aussi siégé. Il ne se destine pas dans un premier temps à une carrière dans le milieu du trot. Il passe son baccalauréat et commence des études de droit, mais abandonne cette voie pour finalement suivre son frère Jean-Pierre dans une carrière de driver et d'entraineur. Il a deux enfants, Hubert et Guillaume.

## Carrière
Paul Viel entraine une partie des chevaux de son père. Lui sont ainsi attribués de très bons chevaux comme Moktar, Renoso, Turquetil, Vanneau et Abo Volo qui remporte le Prix d'Amérique 1997 confié à Jos Verbeeck. Il entraine également des chevaux de son grand-père maternel tels qu'États-Unis, Gaddi ou Grande Volo (mère d'Abo Volo). Il dirige le haras de Coudray-Rabut, près de Pont-l'Évêque.
Il devient propriétaire et éleveur. Issu de l'élevage familial, son cheval Ultra Ducal domine la génération 1986. Il fait sensation en 1991 en mettant fin à l'invincibilité de Ténor de Baune dans le Prix de France, battant également l'officieux champion du monde Rêve d'Udon. Le cheval se présente super favori du Prix d'Amérique 1992, drivé par Paul Viel. Il se fait dépasser dans la ligne droite par Verdict Gédé. Paul Viel avouera que le pilote est davantage responsable de la défaite que le cheval, et qu'il s'était sans doute trop investi dans le préparatoire Prix de Belgique quinze jours plus tôt.
Avec Abo Volo, Paul Viel offre en 1997 à son père, quelques jours avant la mort de celui-ci, la performance attendue par l'écurie familiale depuis près d'un siècle : la victoire dans le Prix d'Amérique (le grand-père ne l'avait gagné qu'en tant que driver). L'écurie avait franchi auparavant sept fois la ligne d'arrivée de l'épreuve à la seconde place (dont celles d'Ultra Ducal et d'Abo Volo lui-même). Sagement, Paul Viel en avait confié la conduite à Jos Verbeeck.
Après la mort d'Albert Viel, les écuries Viel perdent leurs places au premier plan dans les années 2000. Paul Viel parvient cependant à renouer avec le succès dans quelques groupes II montés dans les années 2010, avec Rex Normanus (confié en course à Yoann Lebourgeois) et Attentionally (confiée à David Thomain) qu'il présente au départ des Prix de Cornulier 2016 et 2017 qu'elle termine respectivement 3e et 4e.

## Palmarès (entraîneur et/ou driver)
France

### GroupesI
- Prix d'Amérique – 1 – Abo Volo (1997)
- Prix de France – 1 – Ultra Ducal (1991)
- Prix de Paris – 2 – Ultra Ducal (1991), Abo Volo (1996)
- Critérium des 3 ans – 2 – Moktar (1981), Ultra Ducal (1989)
- Critérium des 5 ans – 1 – Ultra Ducal (1991)
- Prix de Sélection – 1 – Ultra Ducal (1990)
- Prix de Vincennes – 1 – Vanneau (1990)
- Prix du Président de la République – 1 – Turquetil (1989)

 Allemagne
- Elite-Rennen – 1 – Abo Volo (1994)
- Grand Prix de Bavière – 2 – Abo Volo (1994, 1995)

 Europe
- Grand Prix de l'UET – 1 – Ultra Ducal (1990)

### GroupesII
- Prix de Croix – 3 – Renoso (1988), Ultra Ducal (1991), Fine Goutte (1998)
- Prix Charles-Tiercelin – 3 – Ultra Ducal (1991), Amie Chérie (1992), Kuza Viva (2002)
- Prix Kerjacques – 3 – Abo Volo (1994, 1996), Grassano (2002)
- Prix du Bourbonnais – 2 – Ultra Ducal (1991), Abo Volo (1994)
- Prix de Bretagne – 2 – Abo Volo (1993, 1996)
- Prix des Ducs de Normandie – 2 – Abo Volo (1996, 1997)
- Prix de Pardieu – 2 – Athos du Houlbet (1992), Figaro Çi (1997)
- Prix Louis-Le-Bourg – 2 – Athos du Houlbet (1992), Rex Normanus (2009)
- Prix René-Palyart – 2 – Athos du Houlbet (1992), Rex Normanus (2009)
- Prix Émile-Riotteau – 2 – Quadrique (1986), Ekeren (2018)
- Prix Éphrem-Houel – 1 – Renoso (1987)
- Prix Guy-Le-Gonidec – 1 – Renoso (1987)
- Prix Jockey – 1 – Renoso (1988)
- Prix Louis-Jariel – 1 – Sévigny (1989)
- Prix Pierre-Plazen – 1 – Ultra Ducal (1989)
- Prix Jules-Thibault – 1 – Ultra Ducal (1990)
- Prix Octave-Douesnel – 1 – Ultra Ducal (1990)
- Prix Phaéton – 1 – Ultra Ducal (1990)
- Prix Pierre-Gamare – 1 – Vanneau (1990)
- Prix Louis-Tillaye – 1 – Vanneau (1990)
- Prix Henri-Levesque – 1 – Uzo Charmeur (1991)
- Prix Roederer – 1 – Ultra Ducal (1991)
- Prix de Belgique – 1 – Ultra Ducal (1992)
- Prix Camille-de-Wazières – 1 – Athos du Houlbet (1992)
- Prix Paul-Bastard – 1 – Vanneau (1992)
- Prix Doynel-de-Saint-Quentin – 1 – Abo Volo (1993)
- Prix Jamin – 1 – Abo Volo (1995)
- Prix de l'Union européenne – 1 – Abo Volo (1995)
- Grand Prix du Sud-Ouest – 1 – Abo Volo (1995)
- Prix d'Été – 1 – Abo Volo (1995)
- Prix d'Europe – 1 – Abo Volo (1995)
- Prix de l'Union européenne – 1 – Abo Volo (1995)
- Prix de La Haye – 1 – Abo Volo (1995)
- Prix Chambon-P – 1 – Abo Volo (1996)
- Prix de Bourgogne – 1 – Abo Volo (1996)
- Prix Annick-Dreux – 1 – Kuza Viva (2001)
- Prix du Plateau de Gravelle – 1 – Kuza Viva (2005)
- Prix de la Marne – 1 – Lana Svelte (2005)
- Prix Céneri-Forcinal – 1 – Rex Normanus (2009)
- Prix Legoux-Longpré – 1 – Rex Normanus (2009)
- Prix Edmond-Henry – 1 – Attentionally (2016)